# 特洛伊始末
《特洛伊始末》（希腊语：Τρωικός κύκλος）指叙述特洛伊战争的一系列古希腊史诗，大致成型于公元前8-7世纪，以双音六步法创作。其中只有《伊利亚特》和《奥德赛》两部得以完整保存，而其他史诗已散佚。一些只有残篇，一些只是其他书中被提到。

## 内容整理
《伊利亚特》之前的事件包含在《塞浦里亚（塞浦路斯记）》中，它由十一本书组成。这些史诗的作者曾被认为荷马，而其他说法包括斯塔西诺斯、海吉西亚斯或海吉西诺斯等。《塞浦里亚》讲述了战争前的历史，包括宙斯希望发动一场大战来控制地上人口过剩的愿望、阿喀琉斯父母的婚姻故事、帕里斯的选择、美女海伦的绑架、希腊人在奥利斯德的集结以及战争的前九年。
《伊利亚特》结束后的事件是《阿基奥匹斯》的主题，这是一部由米利都的阿克提诺斯创作的五卷史诗。它记述了阿喀琉斯最后的功绩（包括他与亞馬遜人彭特西拉的决斗、他的死亡和埋葬）。阿喀琉斯死后到建造特洛伊木马之前的所有事情都是《小伊利亚特》的主题，作者是米提林的莱希斯。特洛伊的陷落载于史诗《特洛伊之劫》中，该诗有两册，也是由Arctinos所写。
特罗伊齐纳的圣乔治的《归来记》中叙述了包括阿伽门农在内的阿开亚英雄们返回故乡的情况。篇尾唯一活着的英雄奥德修斯的回归是《奥德赛》的主题。奥德修斯回到伊萨卡后，他生命中的最后一件事是《泰莱戈尼亚》的主题，其中一部分是奥德修斯为安抚波塞冬而进行的新的漫游，另一部分是奥德修斯与喀耳刻所生的儿子忒勒戈诺斯来到伊萨卡。忒勒戈诺斯在不认得奥德修斯的情况下，用一根矛头是鱼骨的矛杀死了他。

## 延伸阅读
- 神谱
- 工作与时日
- 泰坦战记
- 忒拜始末
- 荷马史诗
- 希腊神话
- 特洛伊战争